# SMAD1
هم‌ساخت ۱ مادران مخالف دکپنتاپلجیک (انگلیسی: Mothers against decapentaplegic homolog 1) که با نام SMAD1 هم شناخته می‌شود، یک پروتئین است که در انسان توسط ژن «SMAD1» کُدگذاری می‌شود.
این پروتئین عضوی از خانواده بزرگ SMAD است که کارشان ترارسانی پیام و تعدیل رونویسی ژنی است و چندین مسیر پیام‌رسانی مهم را میانجی‌گری می‌کنند. بدین ترتیب، این پروتئین‌ها در رشد سلول، آپوپتوز، ریخت‌زایی، تکامل سلولی و پاسخ ایمنی نقش دارند.